# Maria Biljan-Bilger
Pour les articles homonymes, voir Bilger.
Maria Biljan-Bilger (née le 21 janvier 1912 à Radstadt, morte le 1er mai 1997 à Munich) est une sculptrice autrichienne.

## Biographie

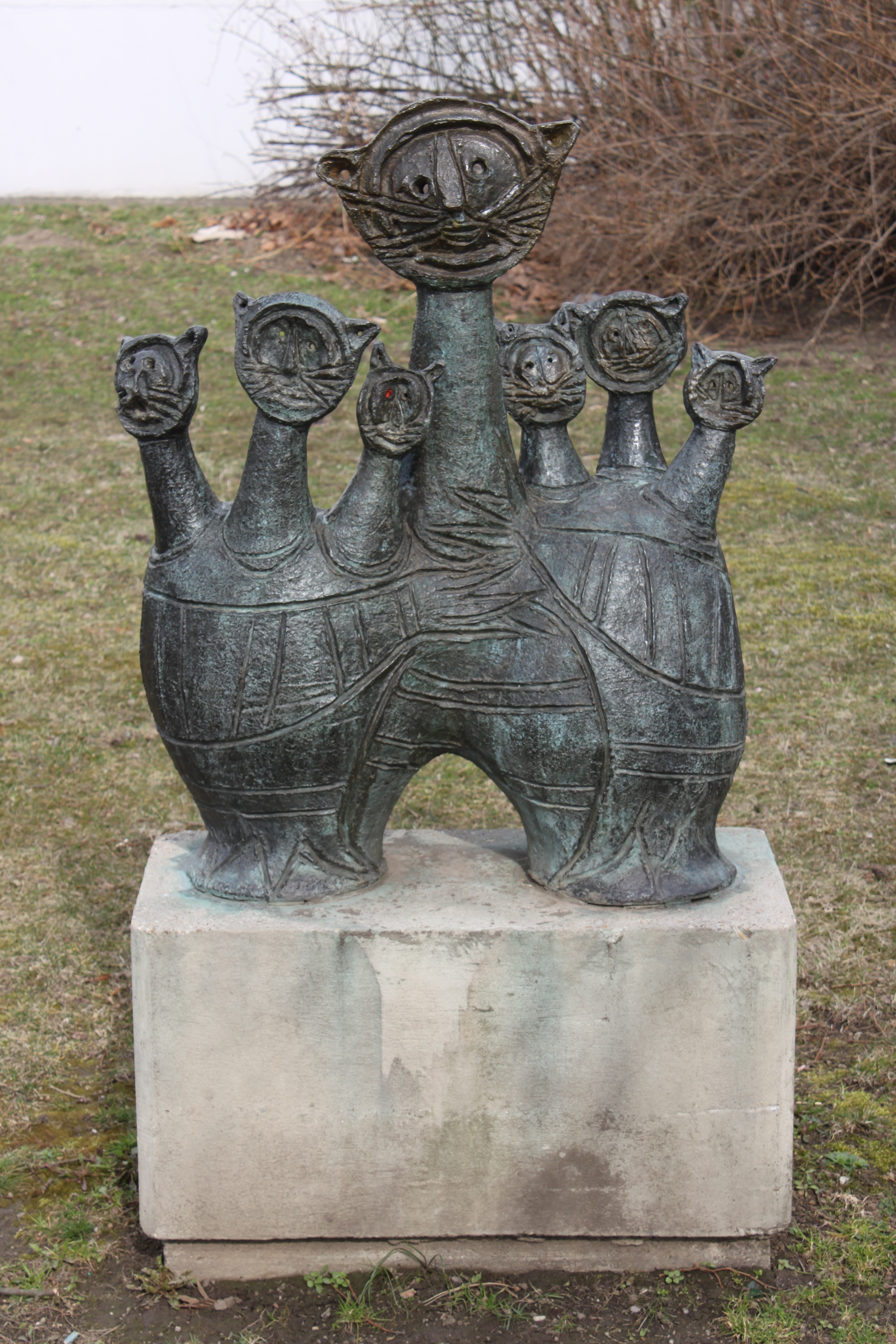
Famille de chats, 1969

Maria Biljan est la fille d'un fabricant de poêle et grandit à Graz. En 1933, elle épouse Ferdinand Bilger, un cousin de Goldy Parin-Matthèy, sa meilleure amie. Avec elle, elle suit le cours de céramique de l'école des arts appliqués de Graz. 
Maria Biljan-Bilger co-fonde en 1947 l'Art-Club,. En 1952 sa première exposition personnelle a lieu au Strohkoffer, le lieu d'exposition à Vienne de l'Art-Club. En 1961, elle est invitée par Karl Prantl (de) à participer au 3e symposium de sculpture de Sankt Margarethen, dans la carrière de Sankt Margarethen im Burgenland. En 1965, elle est membre fondatrice de la Société autrichienne d'architecture. De 1978 à 1982, elle est professeur de céramique à l'université des arts appliqués de Vienne.
L'architecte Friedrich Kurrent, son compagnon depuis 1958, conçoit pour elle une salle d'exposition à Sommerein, dans une vieille chapelle devenue un lieu d'habitation et de travail. En 1995, les travaux de construction de la Maria Biljan-Bilger Ausstellungshalle Sommerein débutent dans le cadre de la maison d'habitation et du studio de Sommerein. En 1998, un an après sa mort, Maria Guttenbrunner, Johannes Poigenfürst, Barbara et Friedrich Achleitner, Wander Bertoni, Friedrich Kurrent, Hans Puchhammer, Anton Schweighofer et Gunther Wawrik fondent l'Association des amis de la Maria Biljan-Bilger Ausstellungshalle Sommerein. Ils forment le premier conseil d'administration.